# Мефодий Солунский
Мефо́дий Солу́нский (Мефо́дий Мора́вский; 815, Фессалоники, Византийская империя — 6 апреля 885, Велеград, Великая Моравия) — святой равноапостольный, византийский миссионер, архиепископ Моравии. Вместе с младшим братом Кириллом является создателем славянской азбуки. Почитается как равноапостольный и учитель слове́нский.

## Биография
Происходит из семьи солунского военачальника, друнгария Льва. Учёным не известно, было ли имя Мефодий крещальным или дано при постриге. На православных сайтах приводится, что его мирским именем могло быть имя Михаил, не приводя при этом доказательств.
Пользуясь поддержкой друга и покровителя семьи, великого логофета евнуха Феоктиста, сделал военно-административную карьеру, увенчавшуюся постом стратига Славинии, византийской провинции, расположенной на территории Македонии, где жили славяне. Он знал язык своих славянских подданных. 
В обители постников, которая называлась Малый Олимп и располагалась в Малой Азии, Мефодий принял монашество, позже здесь к нему присоединился и его брат Константин.

### Моравская миссия
В 862 году в Константинополь явились послы от великоморавского князя Ростислава с просьбой прислать учителей. Император и патриарх, призвав солунских братьев, отправили их к моравам.
Франкские епископы, прибывшие в Великую Моравию для обращения христиан к римским обычаям, арестовали Мефодия и посадили его в темницу. Никто не беспокоился о нём, и прошло почти три года, прежде чем папа Римский узнал о его судьбе и приказал Людовику Немецкому освободить его.

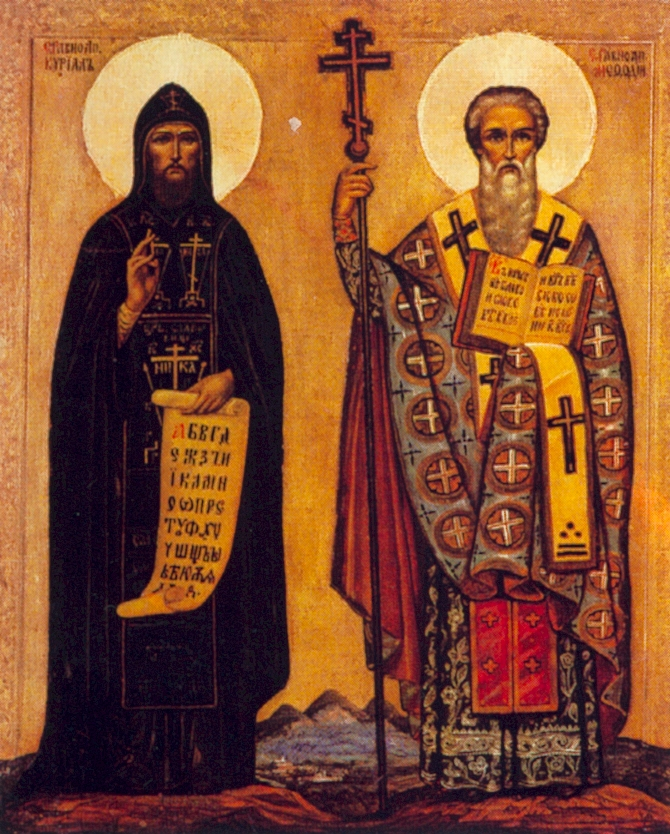
Кирилл и Мефодий (справа)

## Образ в искусстве

### В литературе
- Караславов С.Х. «Солунские братья» (1978—1979) (русскоязычное издание было выпущено под названием «Кирилл и Мефодий» (1987))

### В кино
- 1983 — «Константин Философ» / Константин Философ (Болгария). Режиссёр Георгий Стоянов, в роли Мефодия Руси Чанев[болг.].
- 1989 — «Солунские братья»
- 1996 — «Завоевание[венг.]» / Honfoglalás (Венгрия). Режиссёр Габор Кольтаи[венг.], в роли Мефодия Ласло Шинко[венг.].
- 1983 — «Кирилл и Мефодий: Апостолы славян[чеш.]» / Cyril and Methodius: The Apostles of the Slavs (Россия, Чехия, Словакия, Словения). Режиссёр Пётр Николаев[чеш.] и Давид Кочар, в роли Мефодия Матьяш Свобода[чеш.] и Онджей Новак[чеш.].